# زوریخ (کالیفرنیا)
زوریخ (به انگلیسی: Zurich) یک منطقهٔ مسکونی در ایالات متحده آمریکا است که در شهرستان اینیو، کالیفرنیا واقع شده‌است. زوریخ ۱٬۱۹۹ متر بالاتر از سطح دریا واقع شده‌است.